# Trewalchmai
Trewalchmai är en community i Storbritannien.   Den ligger på ön Anglesey i kommunen Isle of Anglesey och riksdelen Wales, i den sydvästra delen av landet, 300 km nordväst om huvudstaden London.
Det största samhället i Trewalchmai är Gwalchmai.